# Griechische Landschildkröte
Die Griechische Landschildkröte (Testudo hermanni) ist eine von drei im europäischen Teil des Mittelmeerraumes beheimateten Landschildkrötenarten der Gattung Testudo und kommt in zwei Unterarten vor (Testudo hermanni hermanni und Testudo hermanni boettgeri). Griechische Landschildkröten sind überwiegend herbivore, tagaktive Reptilien, die ein dem Menschen vergleichbar hohes Alter erreichen können. Die Zerstörung ihrer angestammten Lebensräume und ihre Beliebtheit als Haustier haben den Wildtierbestand inzwischen stark gefährdet und Schutzmaßnahmen für ihren langfristigen Erhalt unabdingbar werden lassen.

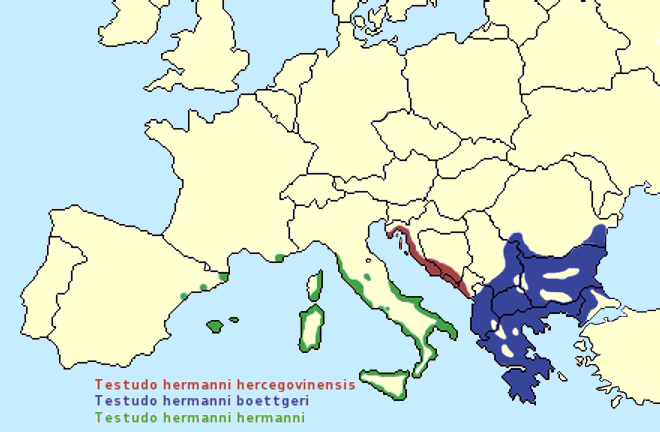
Verbreitungsgebiet der Art
(T. h. hercegovinensis gilt inzwischen nicht mehr als Unterart)

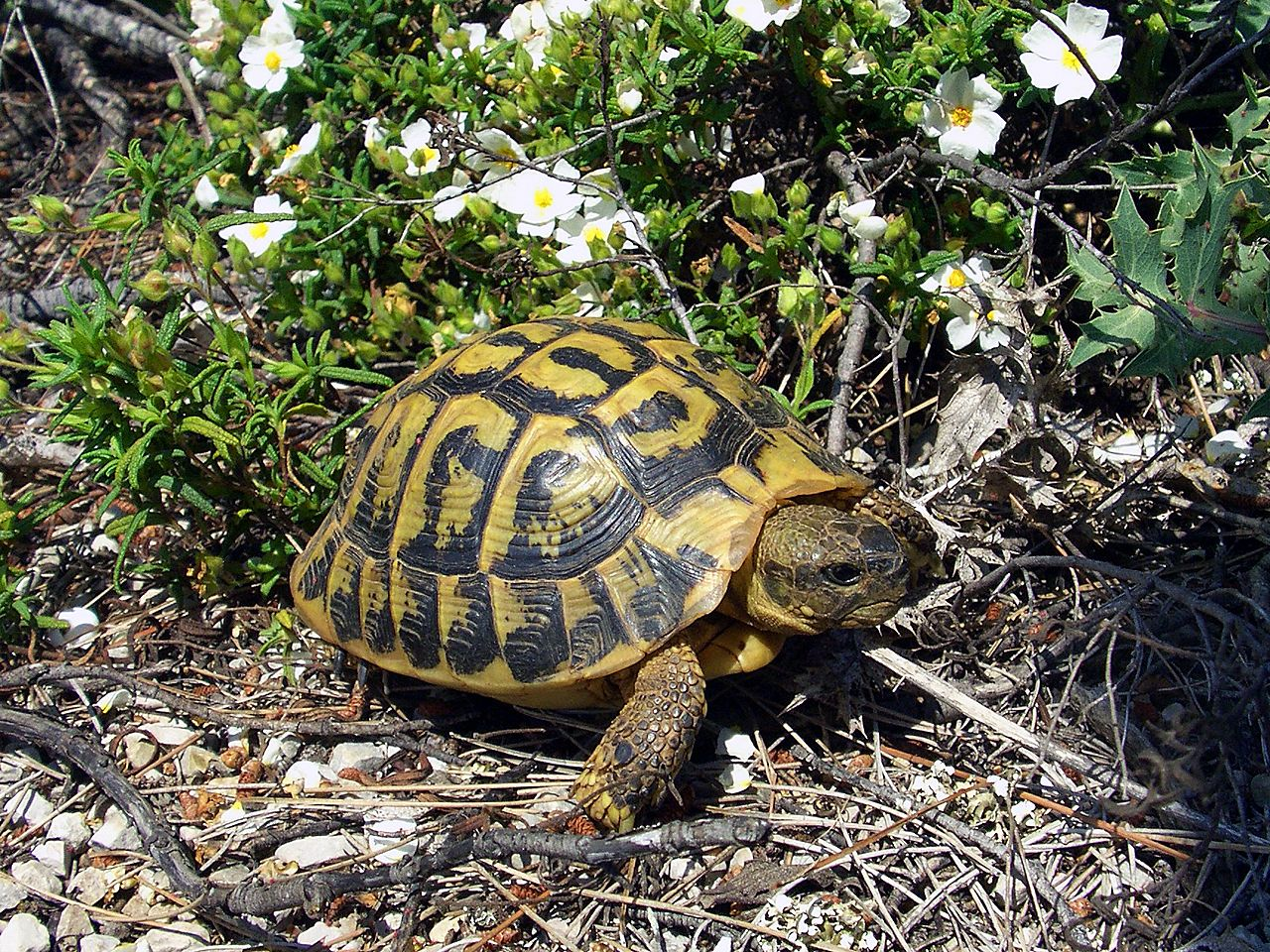
Artmerkmal: Panzerzeichnung (T. h. hermanni)

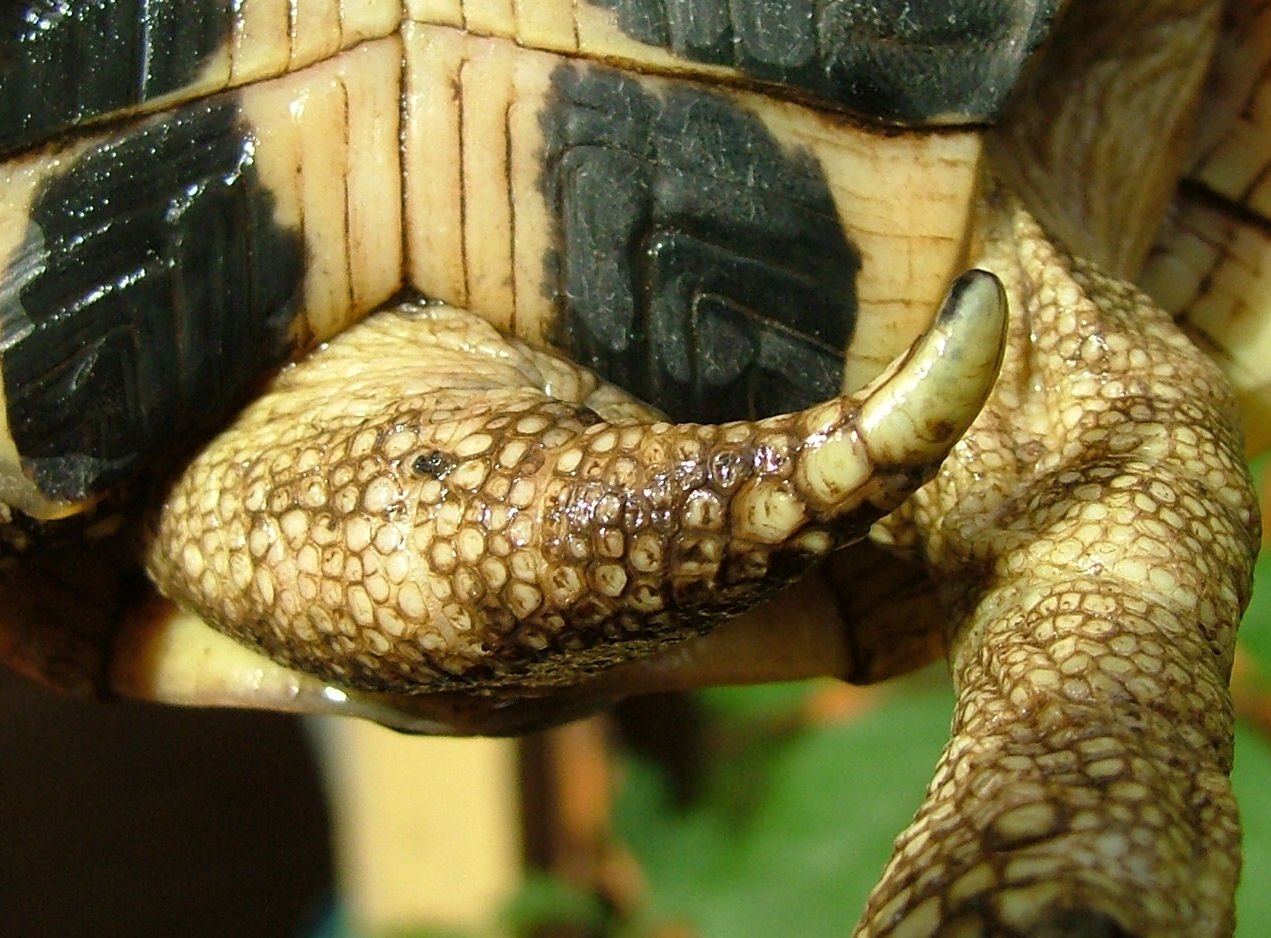
Artmerkmal:
Hornnagel am Schwanzende

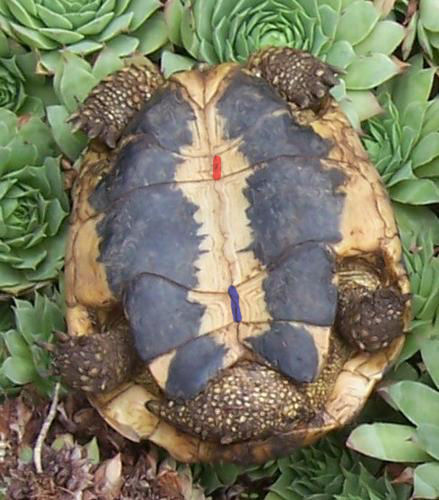
Unterartmerkmal:
durchgehende Bänderung (T. h. hermanni)

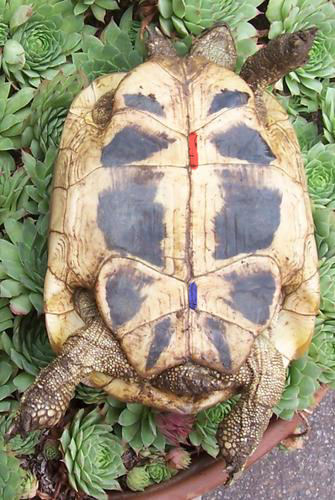
Unterartmerkmal:
unterbrochene Plastronzeichnung (T. h. boettgeri)

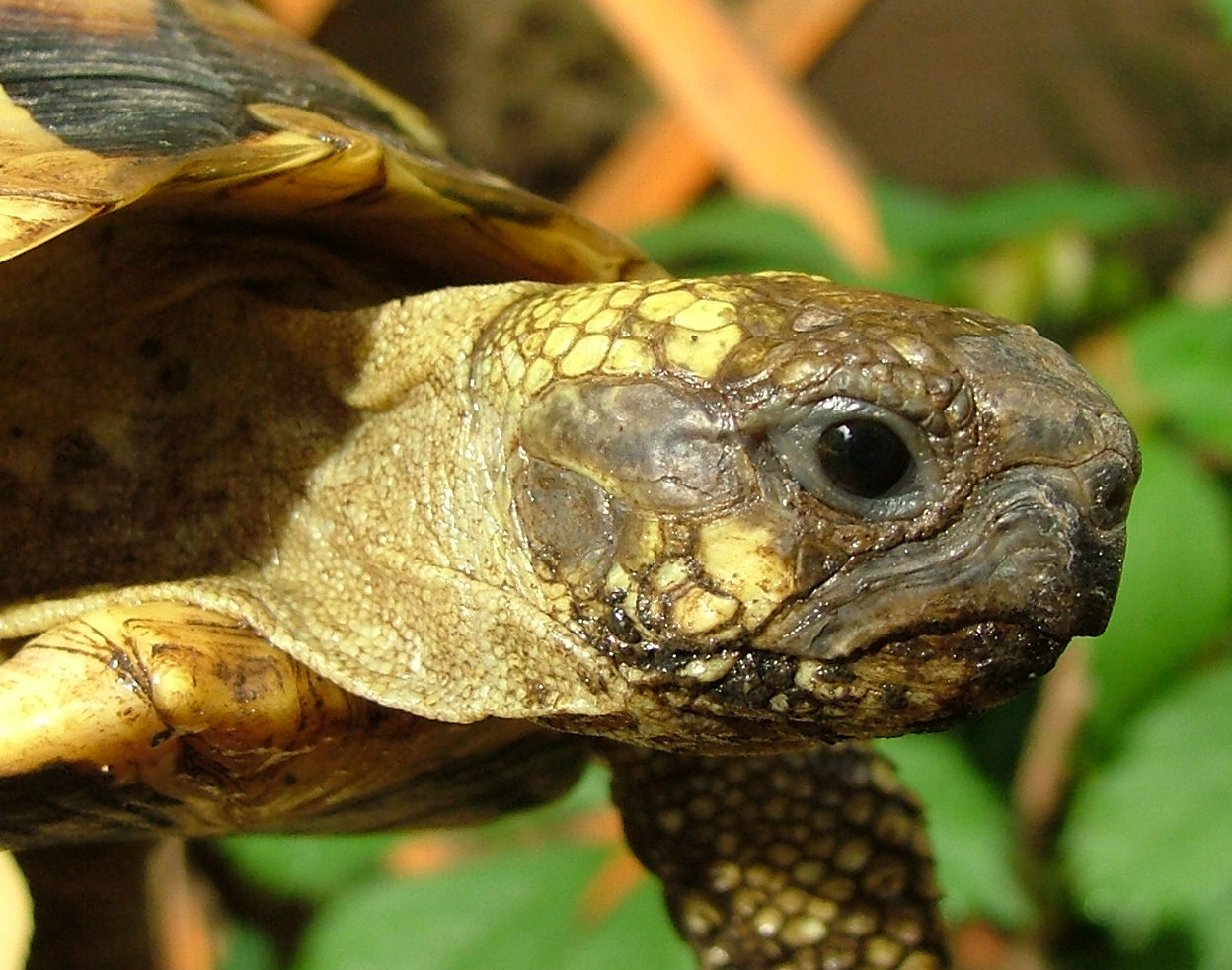
Lokalformmerkmal:
Kopfzeichnung

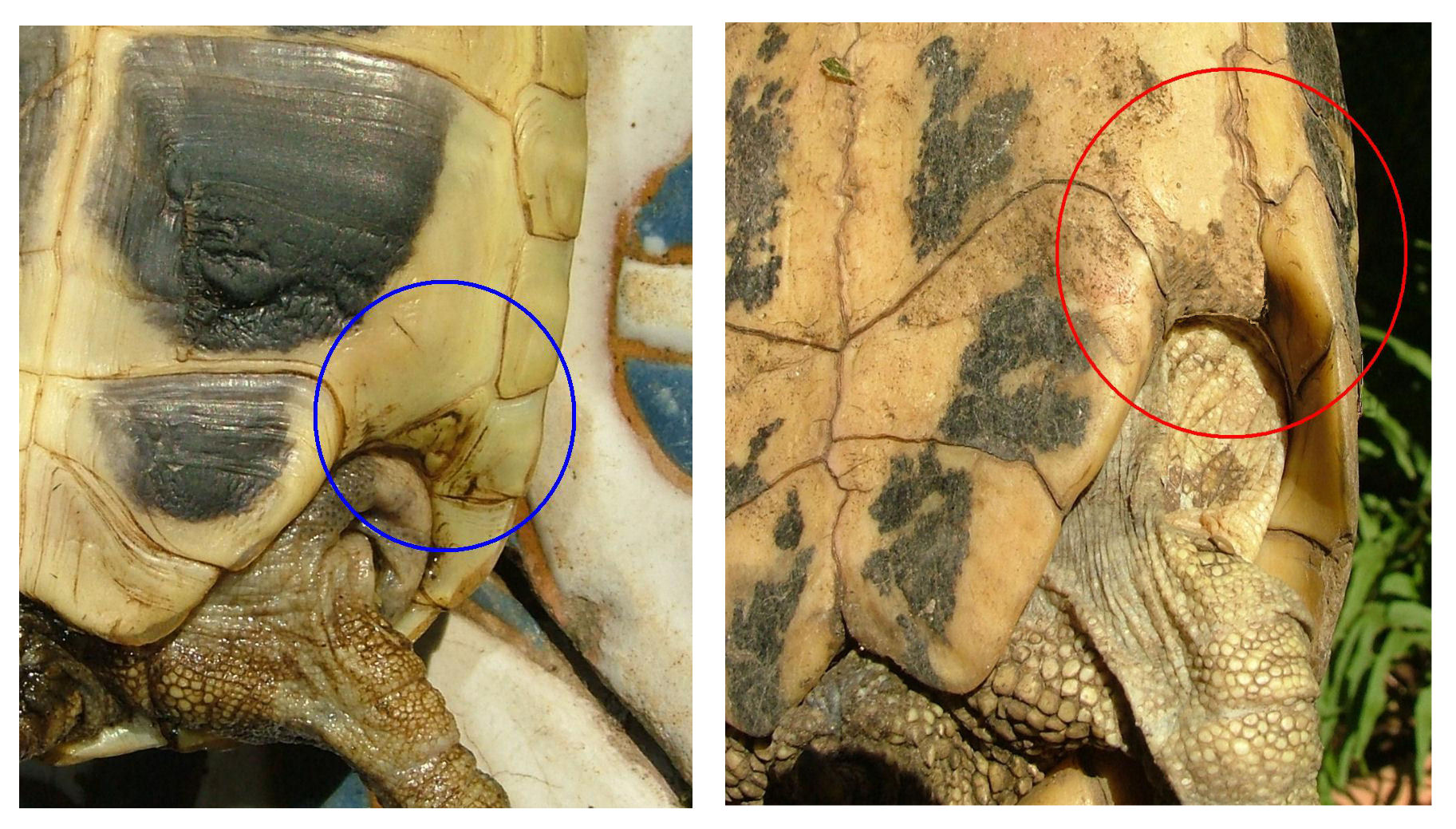
Lokalformmerkmal:
Vorhandensein oder Fehlen der Inguinalschilde

## Beschreibung
Die Griechische Landschildkröte ist eine kleine bis mittelgroße Landschildkröte von etwa 20 Zentimeter Länge mit einem starren Bauchpanzer (Plastron), der auch bei Weibchen kein Scharnier vor den Hinterbeinen aufweist. Der Rückenpanzer (Carapax) ist mäßig hoch gewölbt. Er verbreitert sich meist etwas zum Schwanzende hin und wirkt deshalb in der Aufsicht oval bis leicht trapezförmig. Wie bei den meisten Schildkröten wird die aus Knochenplatten bestehende Panzerkapsel von dünnen Hornschilden bedeckt, wobei der so genannte Schwanzschild bei Testudo hermanni meist geteilt ist. Die Grundfärbung des Panzers ist gelb bis oliv mit einer dunklen Fleckung, die individuell und unterartbedingt verschieden stark ausgeprägt ist. Jungtiere schlüpfen mit einer deutlichen und kontrastreichen Zeichnung des Panzers aus dem Ei. Bei älteren Tieren wird die Färbung und Zeichnung zunehmend verwaschen. Kopf und Vorderbeine besitzen kleine bis mittelgroße Schuppen, die Vorderbeine haben meist fünf Krallen, bei manchen Lokalformen auch nur vier. Die Hinterextremitäten haben stets vier Krallen. Die Grundfarbe von Kopf und Extremitäten ist gelblich bis braun, beide sind hell und dunkel geschuppt. Testudo hermanni weist bei beiden Geschlechtern am Schwanzende einen Hornnagel auf, der bei den anderen Vertretern der Gattung meist nicht vorhanden ist. Von der in Zeichnung, Färbung und Größe recht ähnlichen Maurischen Landschildkröte unterscheidet sich die Griechische Landschildkröte außerdem deutlich durch das Fehlen von Hornkegeln zwischen Schwanz und Hinterbeinen.

## Verbreitung
Die Griechische Landschildkröte besiedelt große Teile des europäischen Mittelmeerraumes. Ihr Verbreitungsgebiet reicht von Spanien (Katalonien) über Südfrankreich,  Italien, Kroatien, Bosnien-Herzegowina, Serbien, Kosovo, Nordmazedonien, Albanien, Griechenland, Bulgarien, Rumänien bis in den europäischen Teil der Türkei. Außerdem sind zahlreiche Inseln im Mittelmeer besiedelt.

## Systematik und Unterarten
Die Griechische Landschildkröte ist eine der wenigen Arten in der Gattung Testudo, die Carl von Linné 1758 für Schildkröten aufgestellt hatte. Sie wurde lange auch als Testudo graeca bezeichnet. 1925 revalidierte Flower den ältesten Namen Testudo hermanni Gmelin 1789. Die 2006 von Lapparent de Broin et al. geforderte eigenständige Gattung Eurotestudo wurde von anderen Wissenschaftlern und CITES nicht übernommen, zumal mittlerweile feststeht, dass in diesem Fall die ältere Gattungsbezeichnung Chersine zur Verfügung stehen würde.
Auch um Namen und Anzahl der Unterarten gab es einige Verwirrung, da Gmelin bei der Erstbeschreibung im Jahre 1789 ein Fehler unterlaufen war. So wurden als Testudo hermanni hermanni zunächst Tiere der östlichen Verbreitungsgebiete bezeichnet, solche der westlichen Verbreitungsgebiete dagegen als Testudo hermanni robertmertensi. Auch die Ausgliederung einer Lokalform aus Dalmatien als dritte Unterart beziehungsweise eigenständige Art hat sich in genetischen Untersuchungen nicht bestätigt. Heute werden allgemein zwei Unterarten anerkannt:

### Testudo hermanni hermanni, Gmelin 1789
Der Rückenpanzer dieser Unterart ist etwas höher gewölbt und hat eine intensivere Gelbfärbung. In starkem Kontrast dazu stehen die gut abgegrenzten und symmetrischen, schwarzen Färbungselemente, die oft über die Hälfte der Fläche einnehmen. Auf dem Rückenpanzer oberhalb des Schwanzes (fünfter Wirbelschild (Vertebrale)) befindet sich eine charakteristische, schwarz eingefasste Schlüssellochzeichnung. Der Bauchpanzer hat zwei zusammenhängende, schwarze Bänder entlang der Mittelnaht. Die Vorderfüße besitzen in der Regel an ihrer Unterseite keine schwarze Pigmentierung. Die Basis der Krallen ist oft hell gefärbt.
- Verbreitung: Ostspanien, Südfrankreich, Balearen, Korsika, Sardinien, Mittelitalien. Die auf den Mittelmeerinseln lebenden Populationen beruhen auf Ausbringung durch den Menschen.
- Terra typica: Collobrières, Var, Frankreich
- Holotypus: Museum der Zoologie, Universität Straßburg, MZUS 121
- Namensherkunft: Die Unterart wurde nach Johann (bzw. Jean) Hermann (1738–1800) benannt, einem Zoologen, Botaniker, Mediziner, Chemiker und Philosophen aus Straßburg, in dessen zoologischer Sammlung sich das Typusexemplar dieser Art befand.

### Testudo hermanni boettgeri, Mojsisovics 1889
Der Rückenpanzer von T. h. boettgeri ist etwas weniger hochgewölbt als bei der westlichen Unterart. Die Färbung des Panzers ist stroh- bis olivgelb mit schwarzen Flecken, insgesamt jedoch nicht ganz so kontrastreich wie bei der Nominatform. Der Bauchpanzer ist fast immer hornfarben und weist zu beiden Seiten der Mittelnaht nur einzelne schwarze Flecken auf, zumeist keine Bänder. Der Kopf hat eine bräunliche bis schwarze Färbung und die Basis der Krallen weist eine dunkle Färbung auf.
Die 1899 von Werner als Testudo graeca var.hercegovinensis beschriebene Form wurde 2002 von Perälä als Testudo (hermanni) hercegovinensis re-validiert und von T. h. boettgeri abgespalten, was jedoch 2006 bereits wieder von Uwe Fritz angezweifelt wurde. Auch die CITES-Artendatenbank listet keine entsprechende Art auf. Diese im Deutschen als Dalmatinische Landschildkröte bezeichnete Lokalform unterscheidet sich von anderen T. h. boettgeri unter anderem durch ihre kleinere Körpergröße und häufig fehlende Inguinalschilde (Hüftschilde). Perälä gibt als Verbreitungsgebiet der Variante einen Teil des ehemaligen Dalmatiens an, das heißt die kroatische Küstenregion, Bosnien-Herzegowina und Montenegro.
- Verbreitung: Kroatien, Nordmazedonien, Rumänien, Bulgarien, Albanien, Griechenland, europäischer Teil der Türkei.
- Terra typica: Orșova, Tal des Cerna, Banat
- Namensherkunft: Der Unterartname boettgeri geht auf den Frankfurter Herpetologen Oskar Böttger (1844–1910) zurück.

## Lebensweise in der Natur
Griechische Landschildkröten sind tagaktive Reptilien, die für die Verdauung ihrer überwiegend vegetarischen Nahrung auf die Zufuhr von Sonnenenergie angewiesen sind. Sie können als poikilotherme (wechselwarme) Tiere die nötige Körperwärme nicht selbst erzeugen, sondern müssen sie, ihren jeweiligen Bedürfnissen entsprechend, durch Ortswechsel von schattigen zu sonnigen Plätzen beeinflussen. Für die einwandfreie Verdauung ihrer faserreichen Nahrung benötigen sie für einige Stunden am Tag Körpertemperaturen um 25 bis 30 °C (Präferenztemperatur, Huot-Daubremont, 1996), die sie, zum Beispiel durch ein morgendliches Sonnenbad, auch dann erreichen, wenn die Lufttemperatur noch deutlich niedriger liegt. Oberhalb von 40 °C geraten sie in Lebensgefahr und vergraben sich deshalb in der kühleren Erde. Unterhalb von 8 °C kommt der Stoffwechsel zum Erliegen. Auch Atmung und Herzfrequenz sind stark herabgesetzt.

### Lebensraum und Reviergrößen
Die Griechische Landschildkröte besiedelt fast alle Vegetationsformen im Mittelmeerraum bis in eine Höhe von etwa 1500 Metern. Sie bewohnt lichte Kiefern-, Eichen- und Korkeichenwälder, Hecken-, Strauch- und Heidelandschaften (Macchia, Garrigue), sowie Kulturflächen wie Wiesen, Oliven- und Zitrushaine, Ackerland und Gärten. Teilweise wird zwischen einzelnen Vegetationsformen gewechselt, zum Beispiel zur Eiablage.

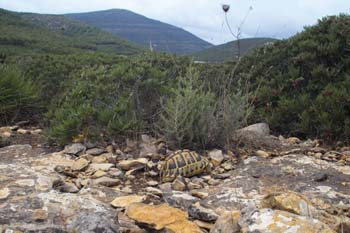
Lebensraum auf Sardinien

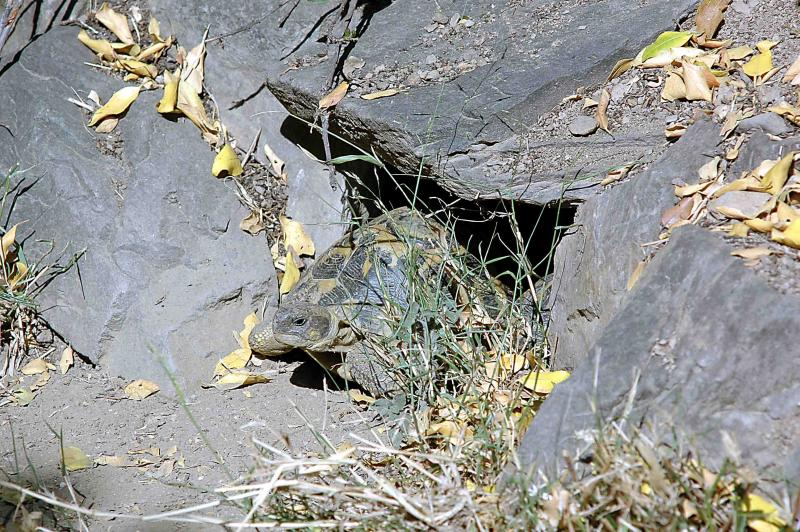
Perfekte Tarnung

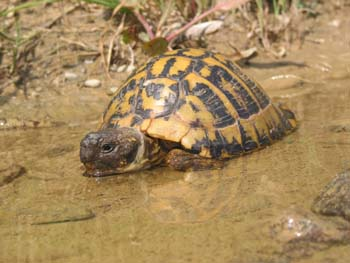
Beim Bad in seichtem Wasser

Auf ihren Wanderungen zur Futtersuche legen die Tiere im Durchschnitt 80 Meter täglich zurück, teilweise aber auch über 400 Meter. Im Jahr kommen so Wege von rund 12 Kilometer Länge zustande. Die Tiere nutzen dabei sehr große Reviere, je nach Biotop 1,8 Hektar und mehr (Hailey 1989).

### Tages- und Jahreszyklus
Nach Ende der Winterstarre im März/April nutzen die Tiere ihre aktive Zeit hauptsächlich zum Sonnenbad in den warmen Vormittagsstunden (Thermoregulation). Die Hauptaktivitätsphase liegt im Mai beziehungsweise Juni. Jetzt kommt es zu gesteigerter Nahrungsaufnahme, Revierveränderungen und Sexualverhalten wie Kopulation und Eiablagen. Die sommerliche Hitze in den Monaten Juli und August zwingt die Tiere zu einem geteilten Tagesrhythmus, mit einem Rückzug in kühle Verstecke während der heißen Tageszeit. Im Herbst (September/Oktober) geht die Aktivität deutlich zurück. Die Aufwärmphasen nehmen jetzt wieder einen Großteil der aktiven Zeit in Anspruch (Cheylan, 2001). Daneben kommt es aber auch zu erneuter Paarungsaktivität. Die kalte Jahreszeit (drei bis fünf, in Ausnahmefällen sechs Monate) wird überwiegend inaktiv in frostfreien Höhlen verbracht. Häufig graben sich die Tiere für den Winterschlaf auch an einer geschützten Stelle in die Erde.
Jungtiere verbringen die ersten Lebensjahre verborgen im Bereich von Hecken und Büschen. Wegen ihrer geringen Körpergröße stellt Überhitzung und Austrocknung für sie eine wesentlich größere Gefahr dar als für erwachsene Schildkröten. Sie sind daher eher an bedeckten Tagen und in den kühleren Tages- und Jahreszeiten aktiv.

### Nahrung
Aufgenommen wird eine Vielzahl von ein- und mehrjährigen Pflanzen aus einem breiten Spektrum von Pflanzenfamilien. Nahrungsvorlieben sind dabei deutlich feststellbar. So machten bei einer Untersuchung in Korsika nur neun Pflanzenarten den Hauptnahrungsanteil von 62 Prozent aus. Das sind, in der Reihenfolge der Beliebtheit, Vertreter von Korbblütlern (Asteraceae), Hülsenfrüchtlern (Fabaceae), Hahnenfußgewächsen (Ranunculaceae), Aronstabgewächsen (Araceae), Glockenblumengewächsen (Campanulaceae), Windengewächsen (Convolvulaceae) und Rötegewächsen (Rubiaceae). Überwiegend (ca. 70 %) werden die Blätter der Pflanzen gefressen, aber auch Blüten, Früchte und in geringem Maße der Stängel. Darüber hinaus wurden die Tiere beim Aufnehmen von Wirbellosen (z. B. Gehäuseschnecken und kleineren Nacktschnecken), Aas und Kot von Wirbeltieren, kleinen Steinchen und dem Eidotter und Eiweiß zerborstener Vogeleier beobachtet. Aromatisch duftende Pflanzen wie Lavendel und Thymian werden nicht gefressen.

### Feinde
Das Ausplündern der Gelege, meist unmittelbar nach der Ablage, bringt die größten Verluste. Daneben haben aber vor allem Jungtiere eine Reihe von Fressfeinden, wie Greif- und Rabenvögel, Ratten, Marderartige, Füchse, Hunde und Wildschweine. Für größere Schildkröten stellen nur noch sehr große Greifvögel, Hunde, Wildschweine und der Mensch eine Gefahr dar.

### Lautäußerungen
Griechische Landschildkröten sind in der Regel stumm. Es gibt jedoch gelegentliche Lautäußerungen. Die Tiere stoßen oft einen fauchenden, zischenden Laut aus, wenn sie sich bedroht fühlen. Bei der Begattung gibt das Männchen laute, keuchende Laute von sich. Nach hastigem Schlingen von Nahrung kann es zu einem Schluckauf kommen, der sich ähnlich anhört wie beim Menschen. Sehr selten sind auch Flatulenzgeräusche.

### Lebenserwartung und Höchstalter
Der sparsame Umgang mit Energie ist der Grund, weshalb Landschildkröten ein hohes Lebensalter erreichen können. Bei der wechselwarmen (poikilothermen) Griechischen Landschildkröte laufen die Lebensvorgänge in manchen Perioden verlangsamt ab, durch die Temperaturabsenkung in der Nacht, bei Schlechtwetter und während der Winterstarre. Sie können deshalb gut fünfmal älter als vergleichbar große Säuger werden und unter günstigen Umständen über 100 Jahre leben.
Allerdings ist trotz dieses möglichen Höchstalters die tatsächliche Lebenserwartung in der Natur deutlich geringer; nur etwa ein Prozent der geschlechtsreifen Tiere erreicht ein Alter von 50 Jahren. Bei Untersuchungen an einer Population von T. h. boettgeri in Nordgriechenland wurden jährliche Überlebensraten bei adulten (erwachsenen) Tieren von etwa 90 Prozent ermittelt, wobei Männchen eine etwas höhere Überlebensrate hatten als Weibchen. Männchen hatten nach Eintritt der Geschlechtsreife (im Mittel mit neun Jahren) noch durchschnittlich 11,6 Jahre zu leben. Bei Weibchen trat die Geschlechtsreife im Schnitt erst mit elf Jahren ein. Sie hatten danach eine weitere Lebenserwartung von nur noch 8,1 Jahren. Ihre kürzere Lebenserwartung wird mit den Folgen von Paarungsverletzungen durch die Männchen erklärt, die über Infektionen und Madenbefall zum Tode führen können. Die Lebenserwartung von Weibchen steigt mit sinkender Bestandsdichte, das heißt weniger Tiere, weniger Paarungsversuche und dadurch weniger Verletzungen bei den Weibchen. Die der Männchen dagegen bleibt gleich. Die Überlebensrate von Jungtieren in der Natur ist aufgrund ihrer verborgenen Lebensweise wenig erforscht. Sie wird jedoch allgemein als gering angesehen. Es gibt aber auch Hinweise auf hohe jährliche Überlebensraten von über 80 Prozent in manchen Populationen (Willemsen, persönliche Mitteilung). Bei Jungtieren konnte kein Unterschied in der Überlebensrate zwischen den Geschlechtern festgestellt werden (Hailey u. a. 1990/2000).

## Fortpflanzung

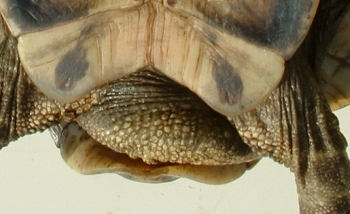
Geschlechtsmerkmal:
langer Schwanz (Männchen)

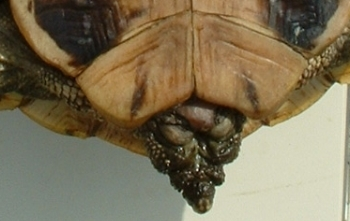
Geschlechtsmerkmal:
Kurzer Schwanz (Weibchen)

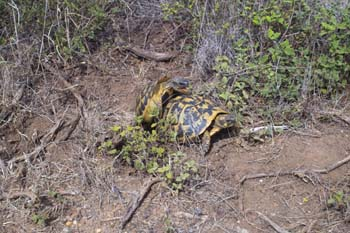
Paarung (T. h. hermanni)

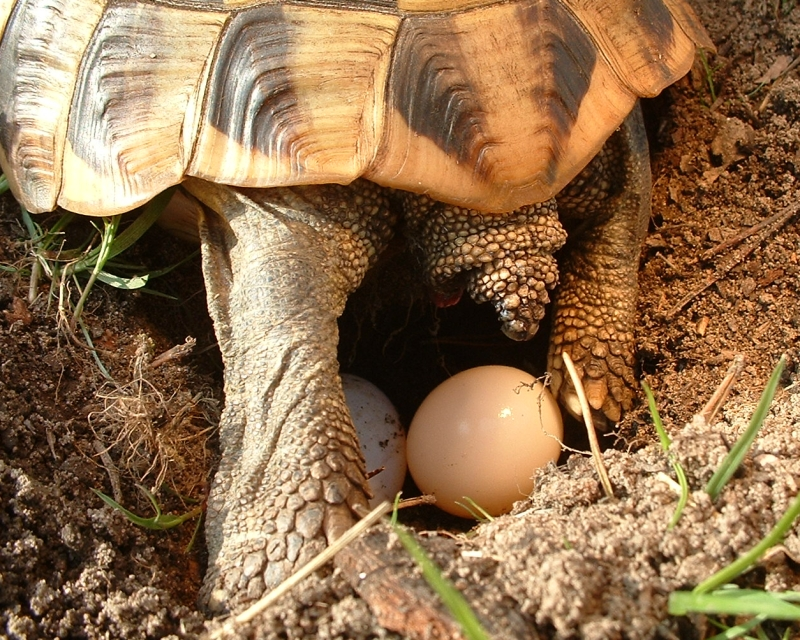
Eiablage (T. h. boettgeri)

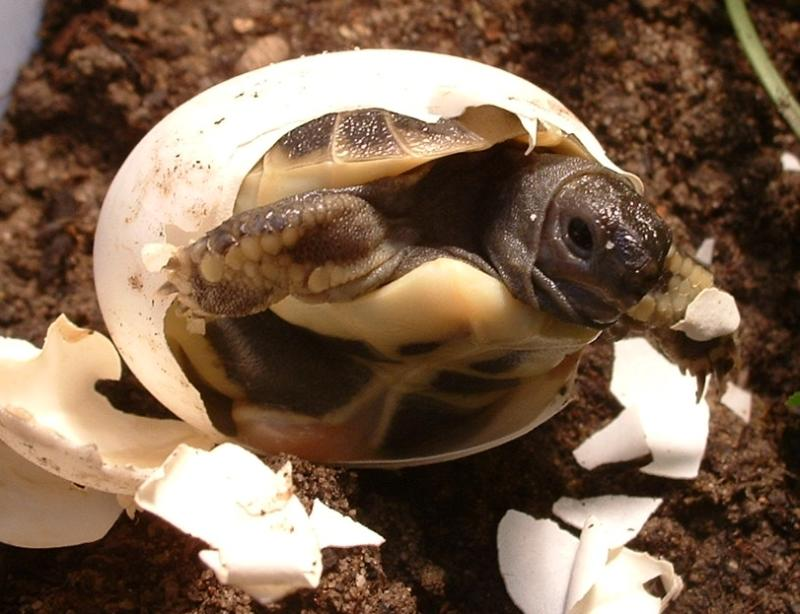
Schlupf (T. h. boettgeri)

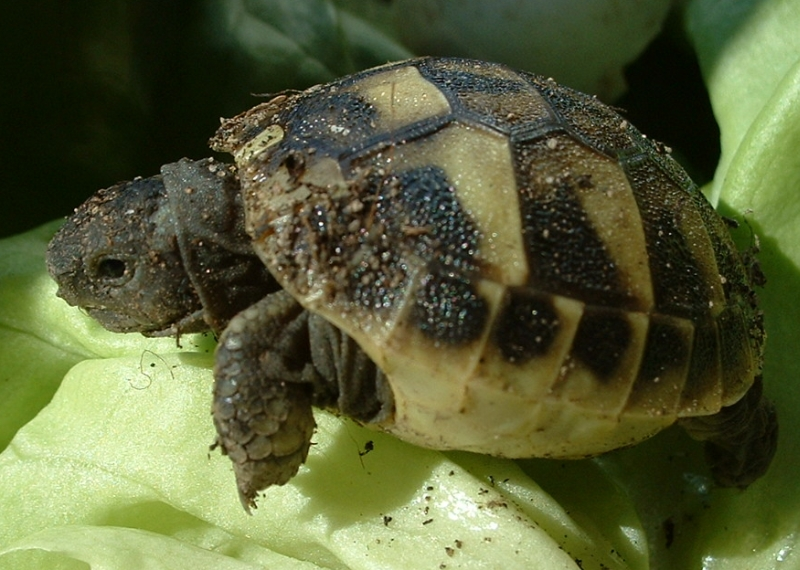
Schlüpfling (T. h. boettgeri)

Wie bei einigen anderen Schildkrötenarten wird das Geschlecht nicht durch Geschlechtschromosomen bereits bei der Befruchtung festgelegt, sondern erst im Laufe der Embryonalentwicklung durch die Bruttemperatur bestimmt (ESD/TSD, umwelt-/temperaturabhängige Geschlechtsfixierung). Bei Testudines, zu der auch die Griechische Landschildkröte gehört, entstehen unterhalb einer so genannten Scheiteltemperatur Männchen, darüber Weibchen. Als Scheiteltemperatur wird diejenige Bruttemperatur bezeichnet, die unter konstanten Laborbedingungen ein ausgewogenes Geschlechtsverhältnis bewirkt. Für T. hermanni liegt sie bei 31,5 °C.

### Geschlechtsunterschiede
Griechische Landschildkröten besitzen einen ausgeprägten Geschlechtsdimorphismus. Männchen und Weibchen zeigen deutliche sekundäre Geschlechtsmerkmale, die sich mit etwa vier bis sechs Jahren ausprägen. Frisch aus dem Ei geschlüpfte Tiere sind nicht nach Geschlechtern unterscheidbar.
Erwachsene Männchen haben einen längeren Schwanz und eine dickere Schwanzwurzel, in der der Penis verborgen ist und zur Begattung und zum Kot- und Urinabsetzen ausgestülpt wird. Der Hornnagel am Schwanzende kann bei einem älteren Männchen eine beachtliche Größe annehmen. Der Bauchpanzer ist leicht nach innen gewölbt (konkav), um bei der Paarung nicht vom Weibchen abzurutschen. Auch die Form der Schwanzschilde des Bauchpanzers und der Oberschwanzschild des Rückenpanzers charakterisieren das Männchen. Weibchen sind dagegen insgesamt größer und schwerer als Männchen, und ihre Kloake liegt näher am Körper. Ihr Hornnagel ist wesentlich kleiner und leicht nach innen gebogen. Der Bauchpanzer ist eben.

### Paarung
Griechische Landschildkröten haben Paarungsrituale, die auf den Menschen ausgesprochen grob wirken. Das Männchen verfolgt und umkreist das Weibchen unablässig und versucht es durch kräftiges Beißen in die Beine am Davonlaufen zu hindern. Bisse in den Kopf veranlassen das Weibchen, den Kopf einzuziehen, wobei die Kloake leicht hervortritt. Jetzt kann das Männchen aufreiten.
Bei den so genannten Friktionsbewegungen vor der eigentlichen Kopulation öffnet das Männchen das Maul und stößt ächzende Laute aus, die möglicherweise stimulierend auf das Weibchen wirken. Bei den Paarungsversuchen von T. h. boettgeri kann das Männchen dem Weibchen schwere Paarungsverletzungen durch seinen langen Hornnagel zufügen. Männchen sind das ganze Jahr paarungswillig, besonders ausgeprägt im Frühjahr und vor allem im Herbst. Die Paarungsversuche des Männchens verlaufen aber häufig ergebnislos. In einer Untersuchung kam es in weniger als einem Prozent der Versuche zur vollzogenen Paarung. Als Ausgleich dafür dient vermutlich die Fähigkeit des Weibchens, Samen aus früheren erfolgreichen Paarungen über längere Zeit, möglicherweise Jahre, zu speichern und so die heranreifenden Eier auch ohne erneute Paarung zu befruchten.
Im Gegensatz zu anderen europäischen Landschildkrötenarten ist das Verhältnis der Geschlechter erwachsener Tiere untereinander in sehr vielen natürlichen T.-h.-boettgeri-Populationen nicht ausgewogen, sondern teilweise stark zugunsten der Männchen verschoben. Als Ursache dafür wird, neben früherem Eintritt der Geschlechtsreife bei Männchen, vor allem die kürzere Lebenserwartung der Weibchen angegeben.

### Eiablage, Inkubation und Schlupf

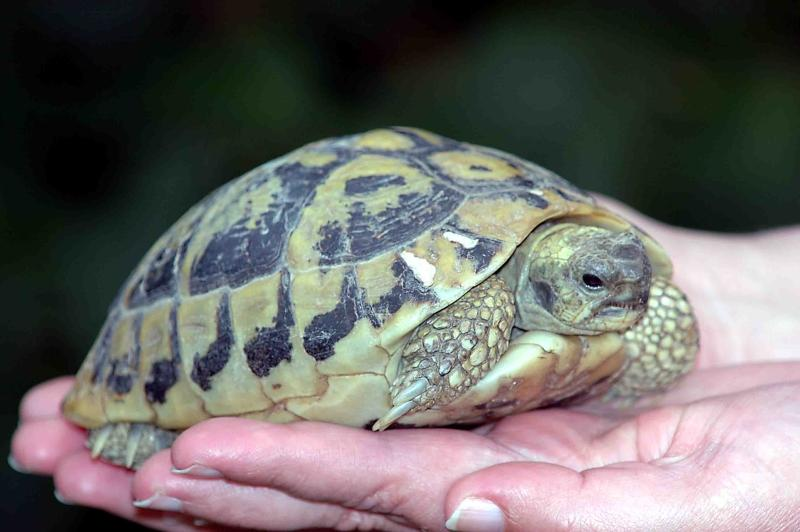
Älteres Weibchen (Zwergform)

Die Brutpflege beschränkt sich wie bei den meisten Schildkrötenarten auf die sorgfältige Auswahl des Eiablageplatzes in Bezug auf Temperatur und Feuchtigkeit und vermutlich auch Nahrungsangebot beziehungsweise Deckung für die schlüpfenden Jungtiere. Das Schildkrötenweibchen verlässt hierzu häufig sein angestammtes Territorium und sucht lange, bis es einen passenden Platz gefunden hat. Dieser wird oft über Jahre beibehalten. Hat es ihn gefunden, gräbt es mit den Hinterbeinen eine relativ tiefe Eigrube, in die es vorsichtig die Eier platziert. Danach wird die Grube sorgfältig wieder zugeschaufelt und der Nachwuchs der Sonne zum Ausbrüten überlassen. Griechische Landschildkrötenweibchen legen zwei- bis dreimal im Jahr (von April bis Juni) bis zu 14 hartschalige Eier, im Mittel aber drei bis sechs Eier pro Gelege. Die Eier wiegen durchschnittlich 16 Gramm und haben einen Durchmesser von 35 bis 37 Millimeter. Die Gelegegrößen variieren bei den verschiedenen Populationen (Stubbs 1985, Hailey 1988, Eendebak 1995). Die Gefahr für die abgelegten Eier durch Nesträuber ist extrem groß. Sehr viele Gelege werden komplett zerstört, in manchen Populationen bis nahe 100 Prozent (Willemsen u. a. 1989).
Die kleinen Schildkröten schlüpfen von Ende August bis Ende September nach einer durchschnittlichen Brutdauer von etwa 90 Tagen, in Frankreich bis zu 110 Tagen, in Rumänien bis zu 124 (Cheylan 1981, Cruce u. a. 1976). Wenn herbstliche Regenfälle die ausgetrocknete Erde aufweichen und ein reiches Nahrungsangebot versprechen, graben sie sich in gemeinsamer Anstrengung aus der Eigrube nach oben.

### Jugendwachstum
In den ersten Jahren zeigen T. h. boettgeri einen relativ linearen, jährlichen Längenzuwachs von ungefähr einem Zentimeter Panzerlänge (Stockmaß). Dabei bilden sich durch die regelmäßigen Wachstumsperioden an den Schilden des Rückenpanzers deutlich sichtbare Wachstumsringe aus, die zur ungefähren Altersbestimmung herangezogen werden können. Einige Zeit nach der Geschlechtsreife verlangsamt sich das Wachstum; die Wachstumsringe werden zunehmend schmaler. Schildkröten zeigen lebenslanges Wachstum, bei sehr alten Tieren bildet sich aber kein sichtbarer Zuwachs mehr, und auch die früheren Wachstumsringe sind nicht mehr deutlich genug für eine Altersbestimmung.
Durchschnittlicher Eintritt der Geschlechtsreife und Ende des schnellen Jugendwachstums variieren bei verschiedenen Populationen von T. h. boettgeri beträchtlich. In Griechenland wurde eine Spanne der Durchschnittswerte für die Geschlechtsreife von ca. sechs bis vierzehn Jahren bei Männchen und von sieben bis sechzehn Jahren bei Weibchen festgestellt. Diese beträchtlichen Unterschiede werden nicht durch höhere Schlupfgewichte oder stärkeres Jugendwachstum hervorgerufen, sondern durch ein späteres Ende des schnellen Wachstums, das bei den einzelnen Lokalformen bei neun Jahren liegen kann, aber auch erst bei 20 Jahren. Kleiner bleibende Tiere haben oft sogar ein etwas schnelleres Jugendwachstum als größer werdende. Die Wachstumskurve flacht bei ihnen nur sehr viel früher ab. Die größte Panzerlänge (31,4 cm) wurde an einem Museumsstück aus Bulgarien gemessen. Normalerweise bleiben die Tiere jedoch deutlich kleiner: Männchen erreichen Panzerlängen bis 20 cm, Weibchen bis 26 cm. Es sind aber auch sehr viel kleinere Lokalformen bekannt (Willemsen u. a., 1999). T. h. hermanni erreicht selten eine Panzerlänge über 18 cm (Durchschnittswert für alte Weibchen in Kalabrien, 12,8 cm, Willemsen 2000). Es gibt sogar Tiere, deren Panzerlänge ausgewachsen nur sieben Zentimeter beträgt.

## Gefährdung und Schutz

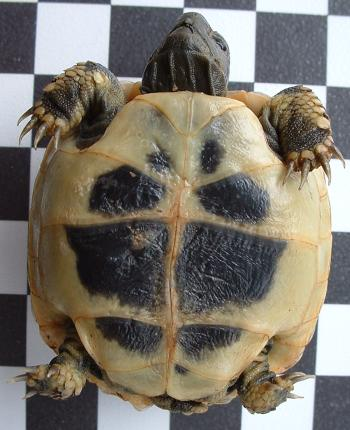
Eines von zwei „Passbildern“

Wie alle europäischen Landschildkröten ist T. hermanni und dabei insbesondere die westliche Unterart in ihren Heimatländern im Bestand bedroht. Die IUCN stuft den Gesamtbestand der Griechischen Landschildkröte als „potenziell gefährdet“ ein, während die Nominatform als „stark gefährdet“ gilt. In der Mitte des vorigen Jahrhunderts brachte vor allem das systematische Absammeln für den mittel- und nordeuropäischen Haustiermarkt viele Populationen an den Rand der Ausrottung.

### Handels- und Einfuhrbeschränkungen

#### Washingtoner Artenschutz-Übereinkommen
Wegen der Gefährdung der Art durch ihre Vermarktung war T. hermanni seit 1975 und damit seit seiner ersten Fassung im Washingtoner Artenschutz-Übereinkommen (engl. CITES) in Anhang II aufgeführt. Darin verpflichteten sich die Unterzeichnerstaaten zum nahezu lückenlosen Einfuhr- und Handelsverbot für aus der Natur entnommene Tiere. Mit dem Beitritt großer europäischer Importländer zur Konvention überwiegend in den Jahren bis 1978 brach der Markt und damit -wie bezweckt- die Nachfrage weg, obwohl die meisten Heimat- und Exportländer erst viel später unterzeichneten. So trat Griechenland  1993 und die Türkei 1996 bei.
Auch in Gefangenschaft nachgezogene Tiere unterliegen einer behördlichen Meldepflicht und brauchen zur Weitergabe  Einfuhr- und Vermarktungsgenehmigungen. Seit 1996 sind das für die EU Dokumente zur individuellen Identifikation einzelner Exemplare. Zunächst mussten Tiere über 500 Gramm mit elektronischem Mikrochip versehen werden. Jetzt wird eine Fotodokumentation der Entwicklung von Rücken- und Bauchpanzer verlangt, da die Form der Schilde die einzelnen Tiere unveränderlich kennzeichnet.

#### EU-Recht
Die Griechische Landschildkröte ist in Anhang A der Verordnung (EG) Nr. 338/97 (EU-ArtenschutzVO) gelistet und genießt daher seit 1984 in der Europäischen Union den höheren Schutzstatus als nach CITES. Ohne streng formgebundene Genehmigungsdokumente der zuständigen Behörde ist daher hier jede Einfuhr und Vermarktungshandlung verboten. In Deutschland ist das eine Straftat; das gilt für lebende wie tote Exemplare und ebenso für Teile von oder Erzeugnisse aus Tieren dieser Art oder ihre Eier.

### Naturschutzmaßnahmen
Die Griechische Landschildkröte ist europarechtlich in den Anhängen II und IV der FFH-Richtlinie geführt und damit als streng zu schützende Art von gemeinschaftlichem Interesse bezeichnet, zu deren Erhalt die  Mitgliedsstaaten daher besondere Schutzgebiete ausweisen müssen.
Die  Marktregulierung für die griechische Landschildkröte hat ihre  Bedrohung durch den Menschen nämlich nicht beendet. Vor allem die Zerstörung angestammter Lebensräume durch Urbarmachung von Brachen oder Brandrodung, durch Baumaßnahmen und Einsatz schwerer Maschinen, durch Pflanzenschutzmittel und durch  Überweidung durch Vieh wie Schafe und Ziegen entzieht dabei insbesondere den empfindlichen Jungtieren Nahrung und Schutz vor Austrocknung und vor Fressfeinden. Wenn der Verlust an Habitat unvermindert fortschreitet, wird der Landschildkrötenbestand zum Beispiel in Griechenland in 100 Jahren auf 20 bis 40 Prozent gesunken und zum Ende des Jahrtausends erloschen sein. Die zunehmende Isolation vieler Populationen in zerstückelten Landschaften verringert langfristig die Genvielfalt und bedroht den Arterhalt zusätzlich, wenn auch signifikant weniger als der Verlust an Lebensraum.
Um die völlige Ausrottung der Griechischen Landschildkröte zu verhindern, gibt es in Heimatländern Schutzgebiete und Projekte, die zum Teil umstritten sind: Für die letzte Population der Nominatform T. h. hermanni auf der iberischen Halbinsel wurde 1986 in den Ausläufern der östlichen Pyrenäen der Nationalpark Parc Natural de l'Albera eingerichtet, von dem aus auch drei Wiederansiedlungsprojekte in Katalonien betreut werden. In Südfrankreich kümmert sich das SOPTOM-Projekt in Gonfaron um Erhalt von natürlichen Lebensräumen,  um die Versorgung von Verkehrs- und Brandopfern und um die Vorbereitung zur Wiederauswilderung lange in Gefangenschaft gehaltener Tiere. Weitere, zum Teil private Naturschutzprojekte sind das Carapax Center in Massa Marittima, Italien, das Centre de Reproducció de Tortugues de l'Albera in Garriguella, Nordspanien, und O AETOS e. V. in Platamonas, Griechenland.

## Die Griechische Landschildkröte als Haustier

Artgerechtes Freilandgehege

Menschen nutzen Landschildkröten  seit Jahrtausenden als Nahrung und Kinderspielzeug und ihre Panzer als Gebrauchs- und Schmuckgegenstand. Eine unteritalische Oinochoe aus dem 4. Jahrhundert v. Chr. zeigt im British Museum ein Mädchen, das eine Griechische Landschildkröte an einer ans Hinterbein gebundenen Schnur kopfüber vor der Nase eines Hundes baumeln lässt.
Inzwischen ist die Nutzung auch in den Heimatländern durch das Washingtoner Artenschutz-Übereinkommen und in der EU durch die Artenschutzverordnung weitgehend auf die Haltung der Nachzucht einstiger Wildfänge beschränkt. Im deutschen Sprachraum ist die Haltung Griechischer Landschildkröten relativ anspruchsvoll, da ihre Lebensvorgänge durch die am Mittelmeer üblicherweise höhere Lichtintensität und Sonnenwärme gesteuert werden.

### Haltung
Zur artgerechten Haltung benötigt man ein großes, sonniges Freigehege mit Schatten- und Versteckplätzen sowie ein Schutzhaus. Ausreichender Schutz vor Fressfeinden (z. B. Marder, Waschbär, Ratte, Greifvogel, Hund) ist sicherzustellen. Von Terrarienhaltung ist bei allen anderen europäischen Landschildkröten abzuraten, da es darin meist an Platz und natürlichem Sonnenlicht, Regen und Wind fehlt.
Griechische Landschildkröten ernähren sich im natürlichen Habitat hauptsächlich von wild wachsendem Grünfutter. Daran sollte sich die Ernährung in menschlicher Obhut orientieren. Sie soll (sparsam) mit rohfaserreichen Wiesenkräutern, zum Beispiel Löwenzahn und Gänsedistel (Asteraceae), Klee, Luzerne und Vogelwicke (Fabaceae), Acker- oder Zaunwinde (Convolvulaceae), Wegerich und vielen weiteren Wildkräutern erfolgen. Für täglich frisches Trinkwasser und ausreichende Kalkzufuhr für ein gesundes Panzerwachstum ist ebenfalls zu sorgen, etwa durch gestoßene Eierschalen, Sepiaschalen oder Muschelgrit (zerstoßene Muschelschale). Dennert empfiehlt ein Kalzium/Phosphor-Verhältnis von etwa 1,5:1.
Nicht grundlegend, sondern höchstens gelegentlich gefüttert werden sollten alle tierischen Produkte, Obst, Gemüse und kommerzielles Schildkrötenfutter. Deren meist zu hoher Nährstoffgehalt und ihre unnatürliche – gar ungeeignete – Zusammensetzung können in Gefangenschaft zu lebensbedrohlichen Stoffwechsel- und Knochenerkrankungen führen.
Die Winterstarre sollte bei T. h. boettgeri drei bis fünf Monate im Jahr betragen, bei T. h. hermanni drei Monate. Die Tiere überwintern bei 4 bis 6 °C (eventuell in einem separaten Kühlschrank) in leicht feuchtem Substrat eingegraben. Zu trockene Überwinterung und Temperaturen über 8 °C zehren die Tiere aus und können Vergiftungserscheinungen wegen fehlender Ausscheidung zur Folge haben. Bei Temperaturen unter 2 °C könnten die Tiere erfrieren, außerdem besteht die Gefahr, dass Frostschäden am Rückenpanzer (Carapax) entstehen.
Jährlich sollte eine tierärztliche Kontrolle auf Parasiten und den allgemeinen Gesundheitszustand erfolgen.

### Zucht
Zucht und Aufzucht der Griechischen Landschildkröte sind auch in Gefangenschaft problemlos. Allein in der Bundesrepublik Deutschland werden von privaten Schildkrötenhaltern jährlich mehrere tausend Schlüpflinge für den Haustiermarkt nachgezogen. Dabei gibt es, neben der meist praktizierten künstlichen Bebrütung der Eier, sogar Berichte über erfolgreiche Naturbruten in deutschen Gärten. Die European Studbook Foundation führt für beide Unterarten der Griechischen Landschildkröte Zuchtbücher.
- Testudo hermanni beim Graben eines Loches für die Eiablage (Video, 30 s)

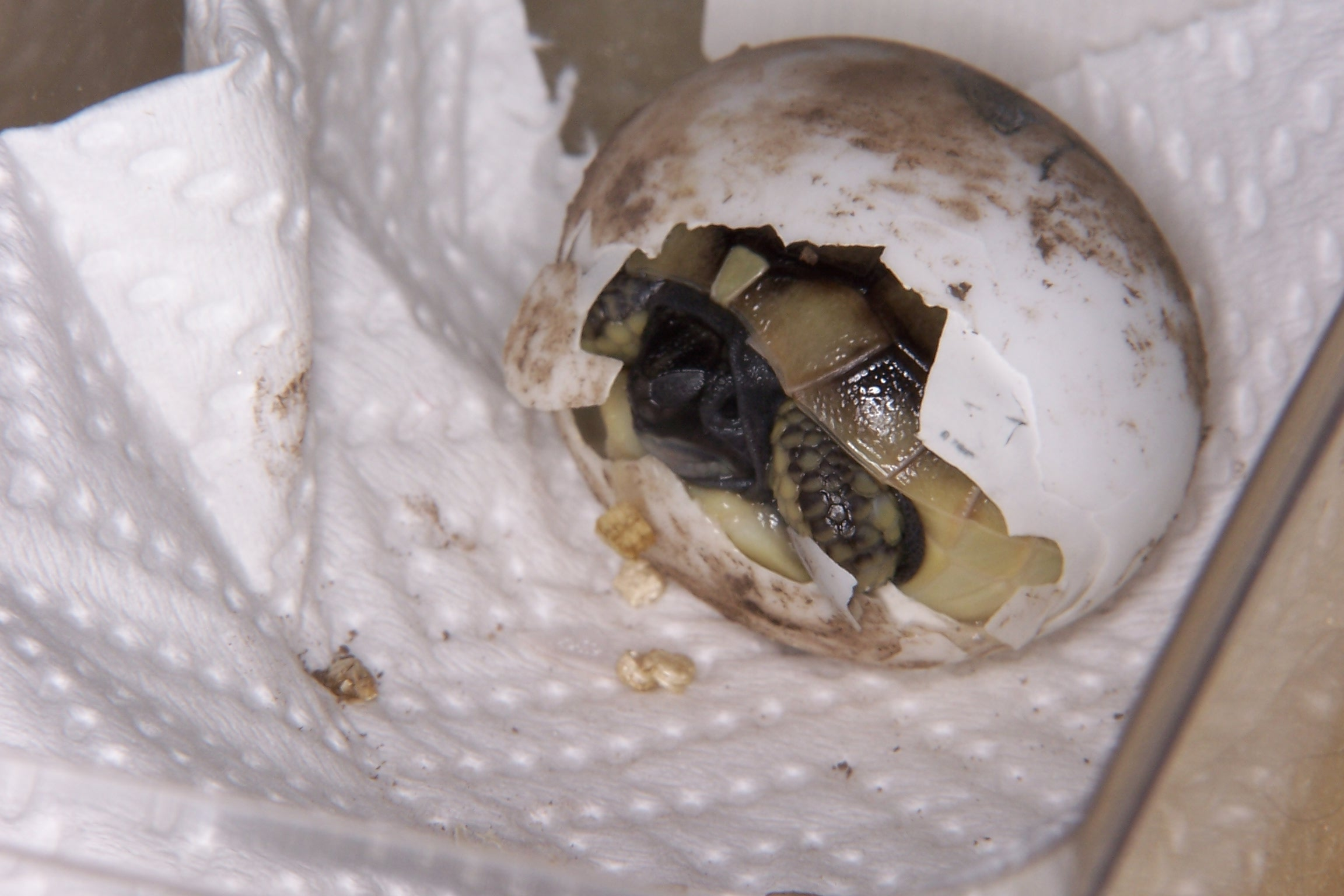
Schlupf einer Schildkröte
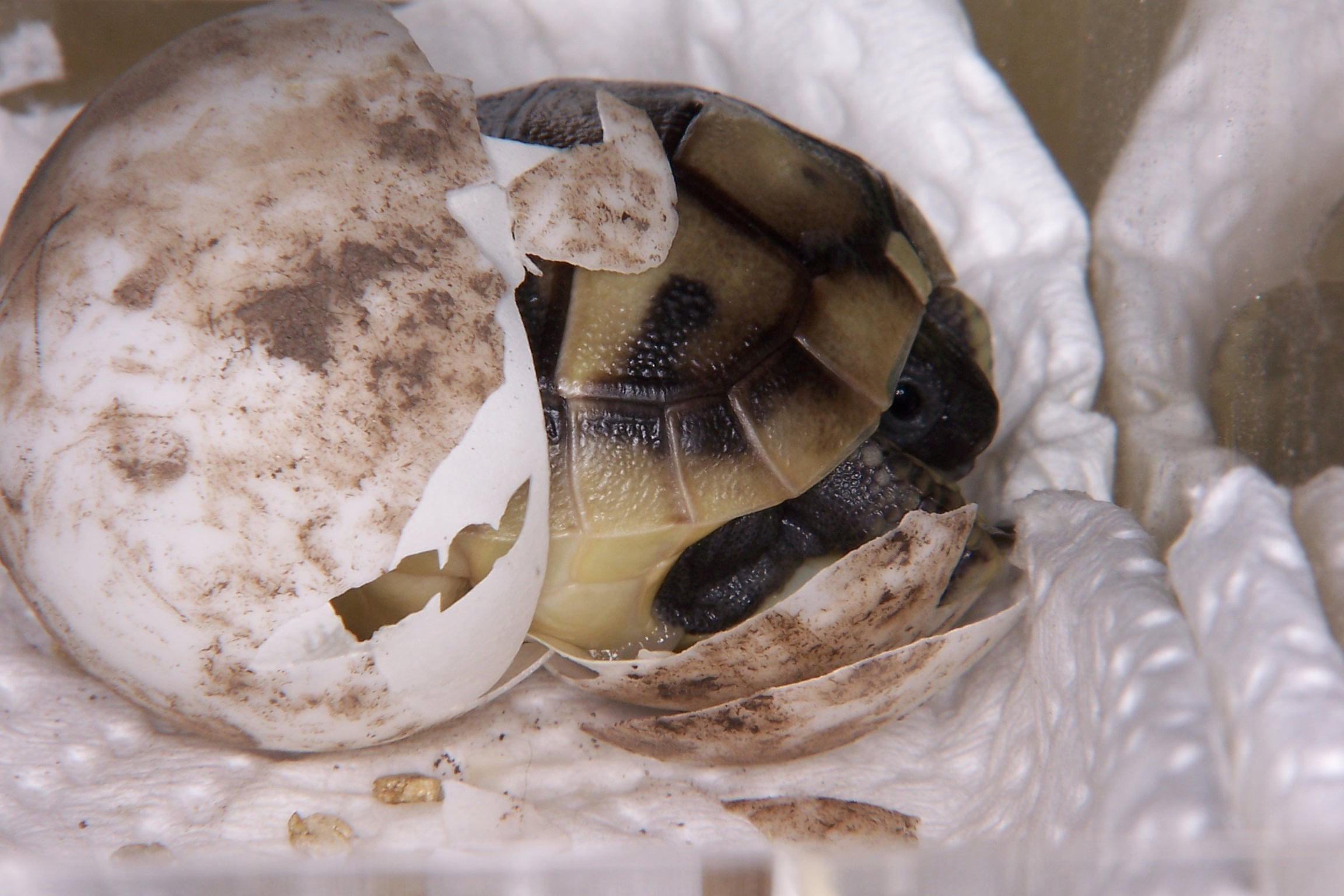
eine halbe Stunde später
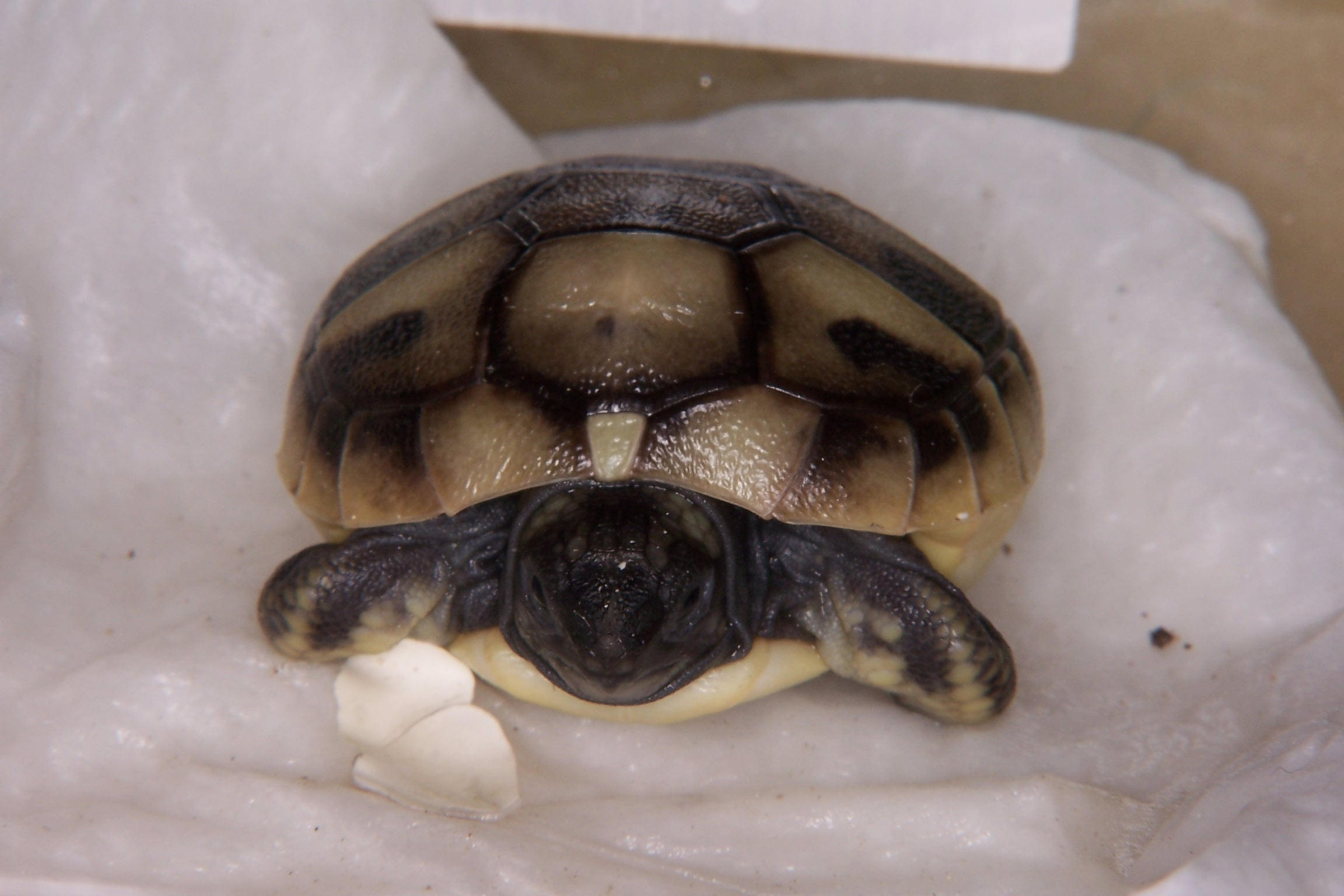
nach zweieinhalb Stunden